# Ca' Cappello (Porto Viro)
Ca' Cappello è una frazione del comune italiano di Porto Viro, in provincia di Rovigo.

## Geografia fisica
Ca' Cappello è situata nella parte mediorientale del Polesine nel delta del Po, in territorio veneto.

## Storia
Territorio di antichi insediamenti pre-romani poi interessati da Etruschi, Greci, Romani sino al controllo della Serenissima che vi iniziò opere di bonifica. Il nome è legato alla nobile famiglia Cappello che divenne la maggiore proprietara terriera della zona. Nel 1550 vi fu costruita la grande Corte dei Cappello con accanto la piccola chiesa di San Giovanni Battista.

## Monumenti e luoghi d'interesse

### Architetture religiose
- Chiesa di San Giovanni Battista, chiesa parrocchiale dal 1666 che è stata inserita nell'elenco dei beni sottoposti a vincoli architettonici dalla Soprintendenza Archeologia, Belle Arti e Paesaggio per le province di Verona, Rovigo e Vicenza dal 31 ottobre 2011.[2]

### Architetture civili
- Corte dei Cappello. Edificio parzialmente diroccato a pianta rettangolare allungata in mattoni di laterizio parte a vista e parte intonacata. I solai sono in legno e la copertura del tetto a due falde è in coppi.[3]

### Altro
- Museo della Corte di Ca' Cappello, aperto dal 1998. Museo principalmente etnografico con ricostruzioni e raccolte di materiali della tradizione contadina polesana.[4]